# Harilaid (schiereiland)
Harilaid is een schiereiland aan de noordwestkant van het Estlandse eiland Saaremaa. Het schiereiland Harilaid maakt op zijn beurt deel uit van het grotere schiereiland Tagamõisa. Harilaid is niet bewoond. Het schiereiland Harilaid moet niet worden verward met het onbewoonde eiland Harilaid, dat in de zeestraat Hari kurk tussen Vormsi en Hiiumaa ligt.
Ten noorden van Harilaid ligt de baai Uudepanga laht, ten zuiden van het schiereiland de baai Haagilõugas.
Harilaid was tot het eind van de 17e eeuw een eiland. Het schiereiland behoort in zijn geheel tot het grondgebied van het dorp Kõruse-Metsaküla, dat tot in oktober 2017 bij de gemeente Kihelkonna hoorde en sindsdien bij de fusiegemeente Saaremaa. Het dorp ligt in het Nationaal Park Vilsandi.
Op de westpunt van het schiereiland ligt de vuurtoren Kiipsaare, gebouwd in 1933. De vuurtoren stond aanvankelijk op het land, maar kwam als gevolg van kustafslag steeds dichter bij de zee te staan. Bovendien zakte de vuurtoren scheef dankzij de zachte ondergrond. In de jaren nul van de 20e eeuw kwam hij geheel in zee te staan, maar werd ook de hellingsgraad minder.
Naast wat kleinere meertjes ligt er één groot meer op het schiereiland, het Laialepa laht (65,4 ha), dat vroeger een baai geweest is.
Het schiereiland is geliefd bij vogels en zeehonden als rust- en foerageergebied. De zeldzame Stellers eider overwintert hier. Op Harilaid is een habitat voor de rugstreeppad gecreëerd.

## Foto's

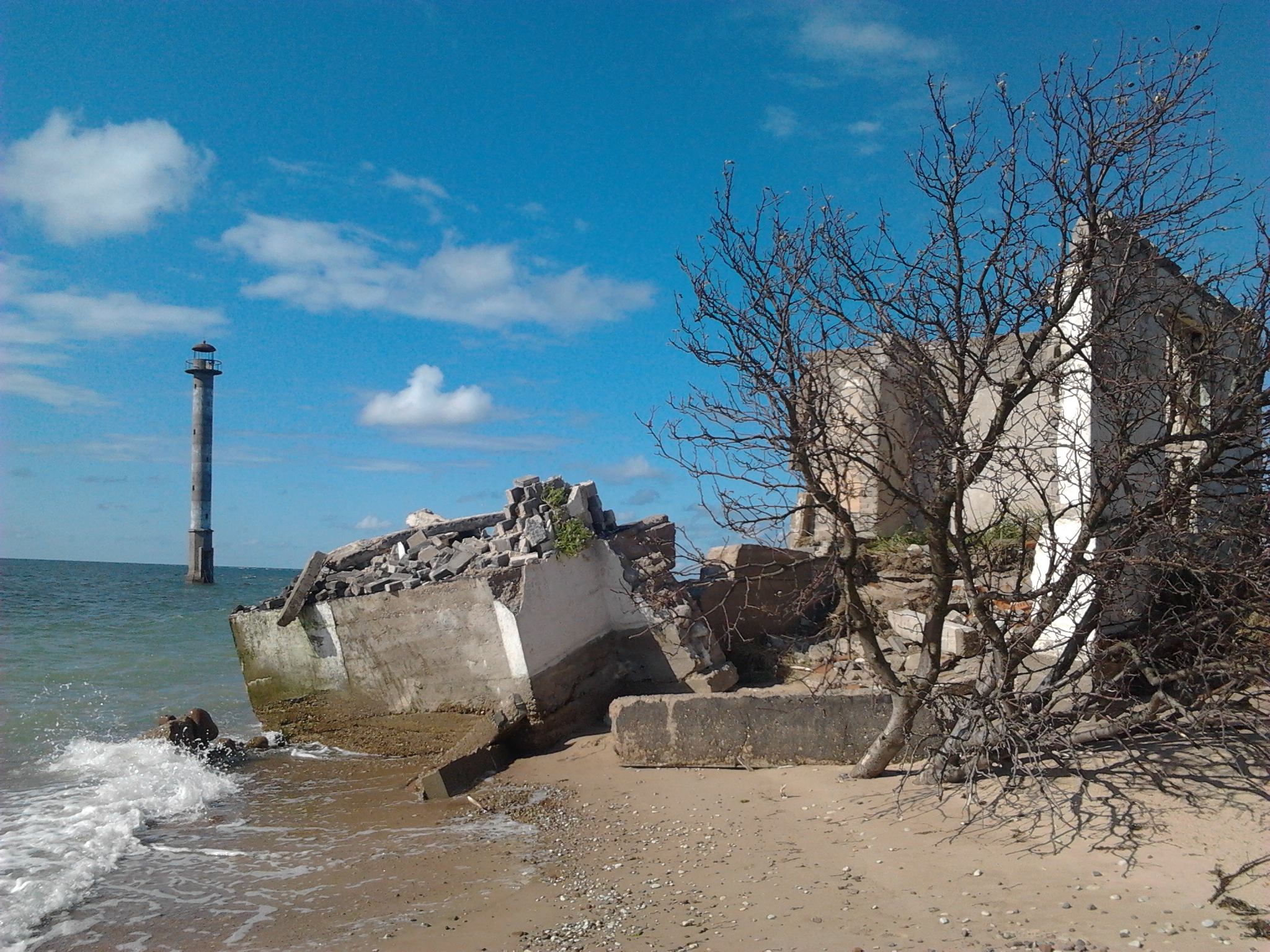
Restant van een kantoor van de grenspolitie met uitzicht op de vuurtoren
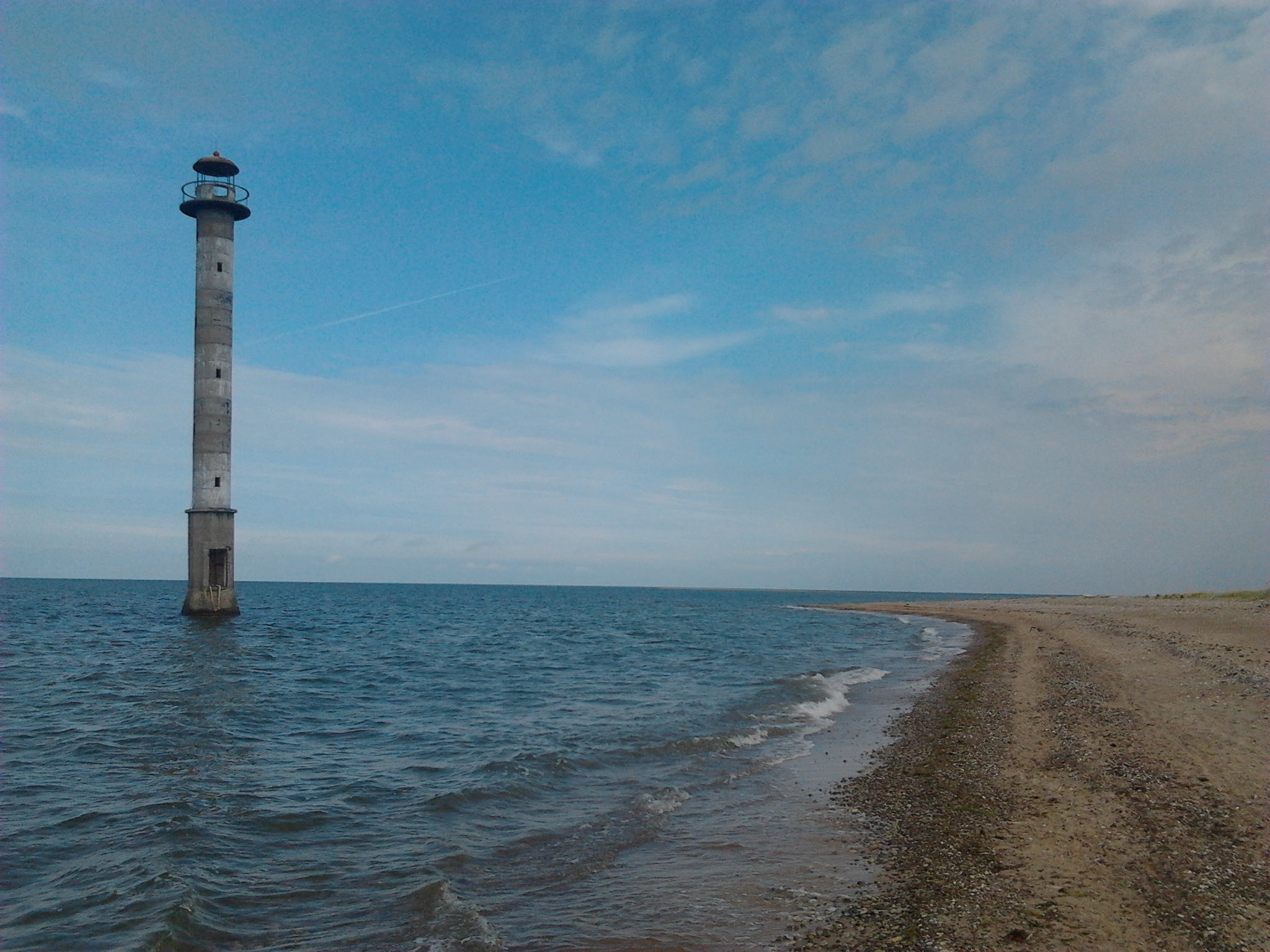
De vuurtoren Kiipsaare in de zee anno 2014
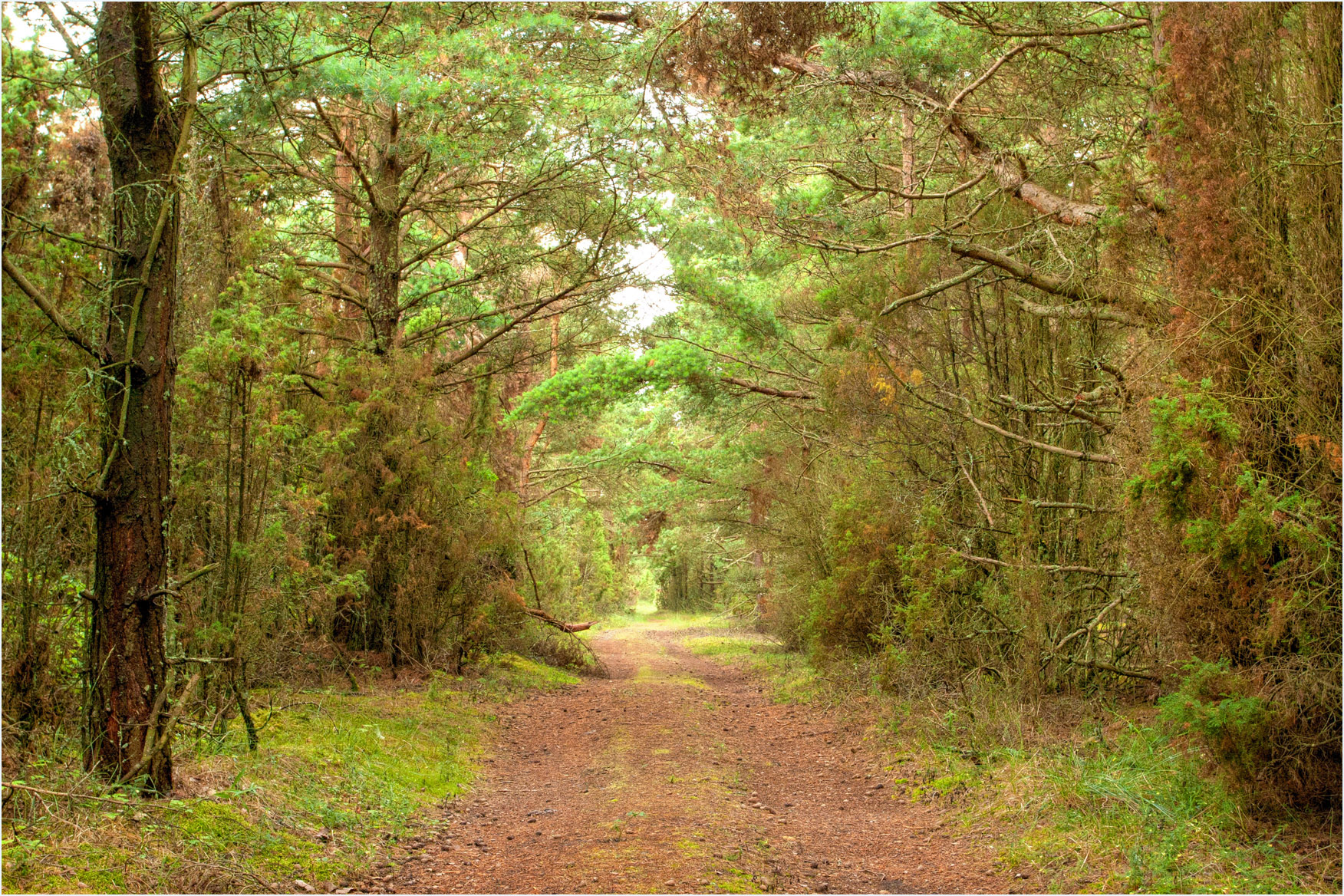
Weg op Harilaid
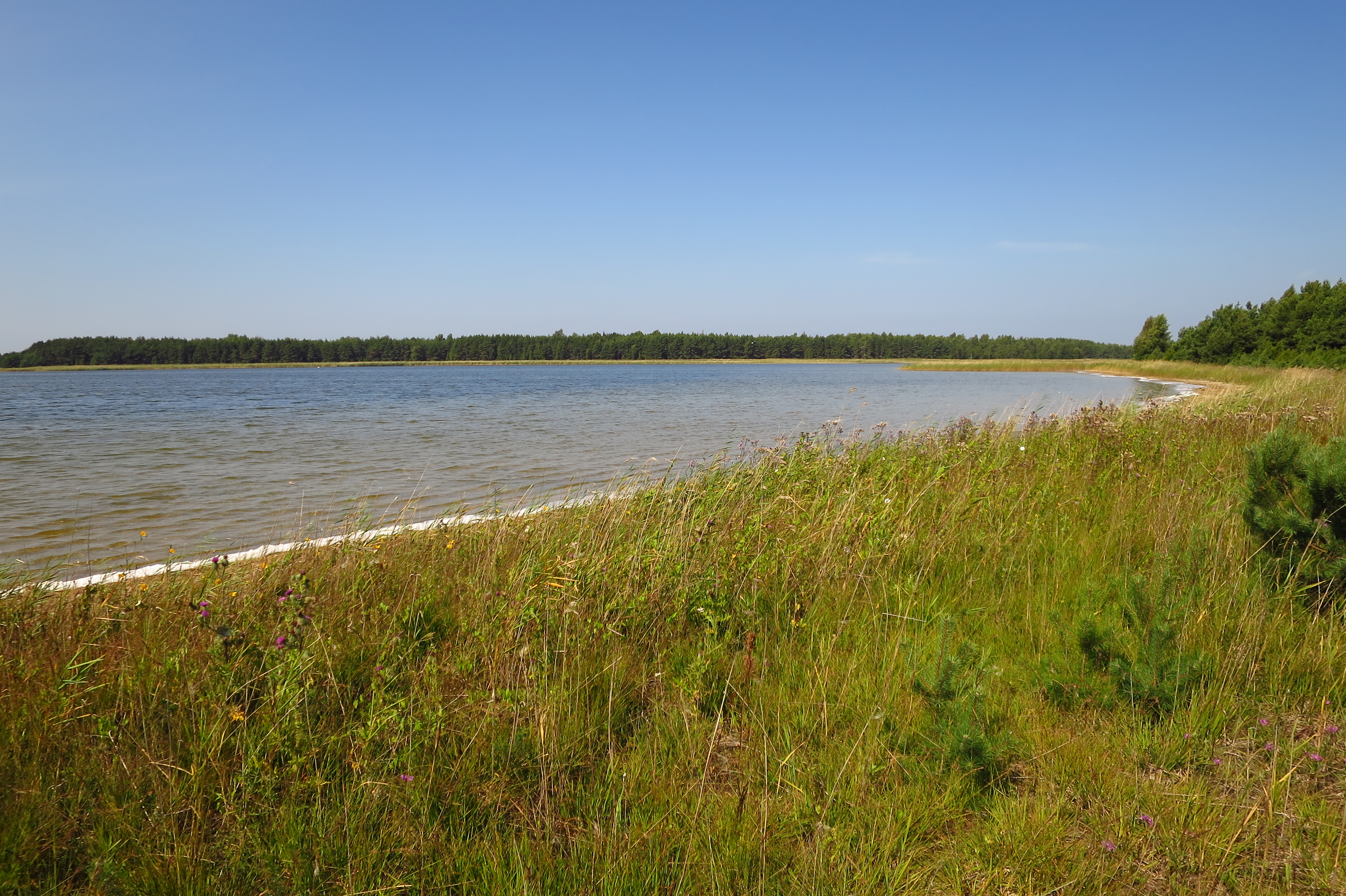
Het Laialepa laht
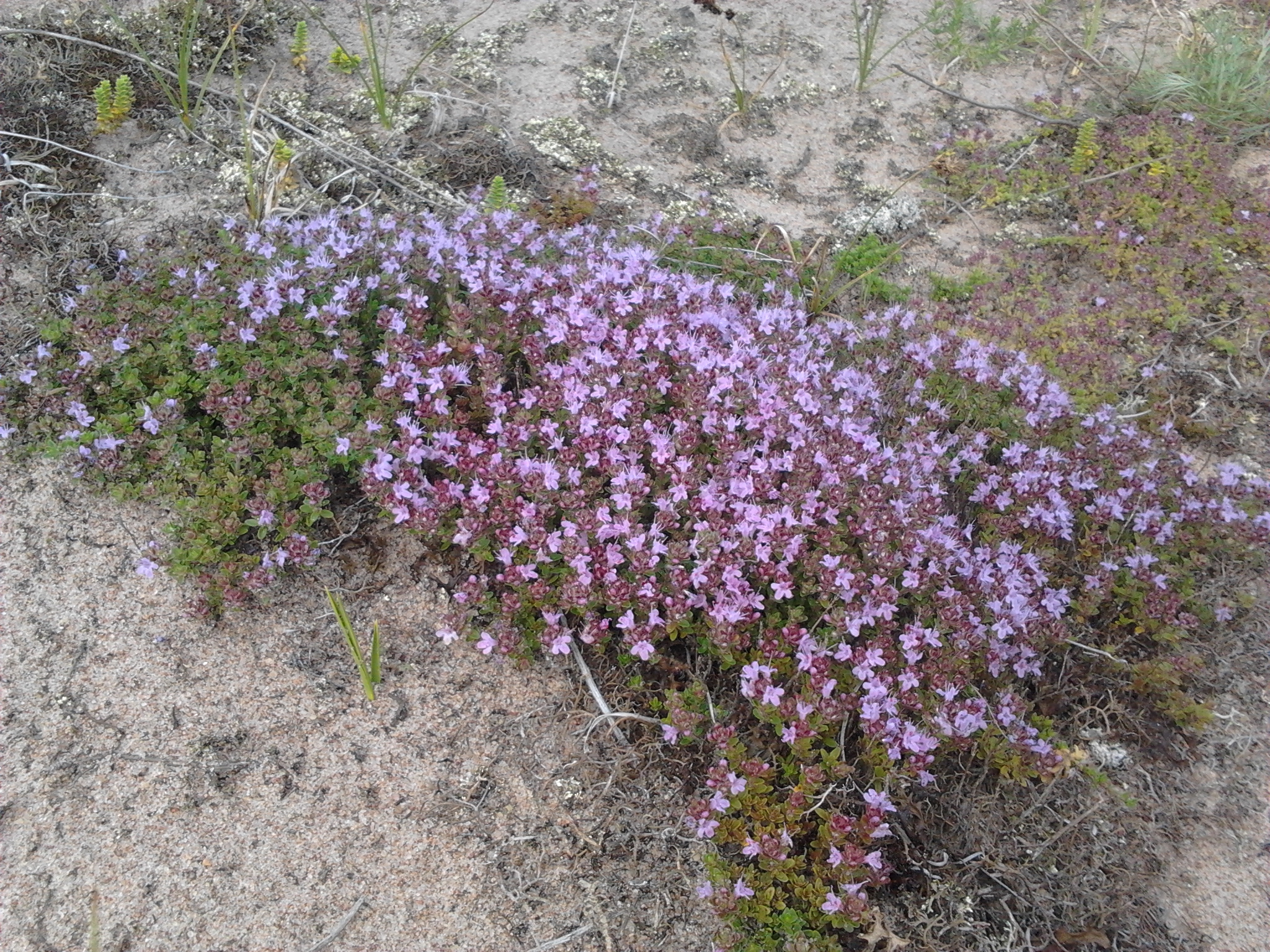
Wilde tijm
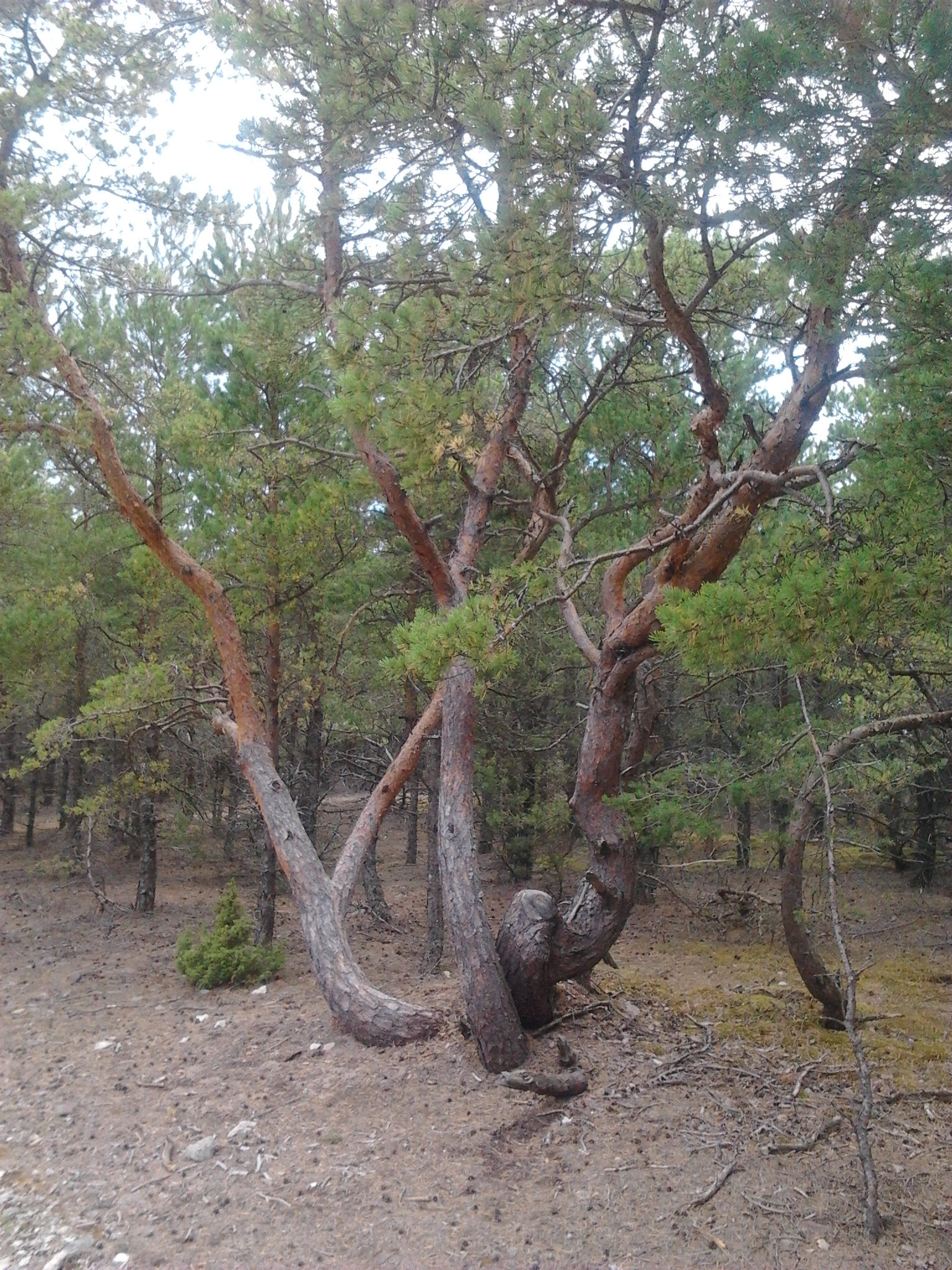
Grove den op Harilaid